# Tasmansk val
Tasmansk val (Tasmacetus shepherdi) är en art i familjen näbbvalar. Med det vetenskapliga namnet är arten uppkallad efter G. Shepherd som 1933 undersökte det första exemplaret som strandade på Nya Zeeland.
Artepitetet i det vetenskapliga namnet hedrar forskaren George Shepherd som var aktiv vid Alexandermuseum i Nya Zeeland.
Arten är mycket sällsynt och hittills upphittades bara 28 strandade individer. De flesta påträffades på Nya Zeeland men även på Argentina, Australien och Juan Fernández-öarna. Det antas att djuret lever cirkumpolar på södra jordklotet.
Tasmansk val skiljer sig från andra näbbvalar genom full utbildade tänder. Den 17 till 29 tänder i över- och underkäken som liknar en kon i formen. Arten uppnår en längd av 6 till 7 meter och en vikt av 5,6 till 6,5 ton. Färgen är på ovansidan gråbrun och på buken ljusare eller nästan vit.
I motsats till andra näbbvalar som huvudsakligen äter bläckfisk har tasmansk val främst fiskar som föda. Arten äter även några kräftdjur.